# Setge de Perpinyà (1473)
El Setge de Perpinyà de 1473 fou l'intent de Joan el Sense Fe de recuperar Perpinyà, que havia quedat en mans franceses des de 1462 en virtut del Tractat de Baiona.

## Antecedents
El 1462, es produeix la invasió francesa del Rosselló en virtut del Tractat de Baiona, a l'inici de la Guerra civil catalana contra Joan el Sense Fe. Foren designats Bernat d'Oms i de Santapau com a senescal de Rosselló i Cerdanya i governador i capità general dels comtats, mentre Joan de Foix era designat nou lloctinent. Només entrar a Barcelona, Joan el Sense Fe va ordenar al seu exèrcit que es dirigís a l'Empordà per des d'allà intentar recuperar els comtats del Rosselló i la Cerdanya, que estaven en poder de Lluís XI de França i immediatament va convocar a les Corts Catalanesa perquè, a més d'afrontar els greus problemes econòmics del principat després de deu anys de guerra civil, aportessin els recursos necessaris per a la campanya del Rosselló. A la convocatòria s'havia establert que la inauguració de les Corts tindria lloc a Barcelona el 15 de gener de 1473, però es va haver de retardar perquè el rei va acudir en ajuda de Perpinyà, que s'havia revoltat contra el sobirà francès. A finals de gener va creuar els Pirineus l'1 de febrer del 1473 Bernat d'Armendaris entrà a Perpinyà al capdavant d'un exèrcit que precedia al rei, mentre la guarnició francesa es retirava al Palau dels Reis de Mallorca i la resta del Rosselló van seguir l'exemple de la capital i només van quedar en mans franceses, a més de la ciutadella perpinyanesa, els castells de Salses, Cotlliure i Bellaguarda.

## El setge
Joan el Sense Fe va decidir traslladar les Corts a Perpinyà i la inauguració definitiva va tenir lloc en aquesta ciutat, encara que un nou exèrcit enviat per Lluís XI, de 20.000 homes comandats per Felip II de Savoia va posar la ciutat en setge el 21 d'abril i les corts van haver de traslladar-se novament a Barcelona. El 19 de juny els assetjadors van intentar l'assalt de la ciutat, però van fracassar i cinc dies després van aixecar el setge davant la imminent arribada d'un exèrcit d'auxili al comandament del príncep Ferran, que s'havia desplaçat des de Castella només conèixer l'angoixant situació del seu pare assetjat a Perpinyà. El 14 de juliol es va signar una treva de dos mesos i mig entre Felip de Savoia i Joan Ramon Folc III de Cardona en nom de Joan II qui, com no es fiava del Lluís XI, va decidir romandre a Perpinyà mentre Ferran tornava a Castella. Lluís XI va enviar un exèrcit de reforç al comandament de Louis de Crussol, que juntament amb el de Felip de Savoia va intentar prendre Argelers, des d'on s'abastia Perpinyà. Els dos exèrcits francesos van ser rebutjats per l'exèrcit català comanday per Bernat d'Armendaris a Palau del Vidre, posant final a les hostilitats amb la signatura del tractat de Perpinyà el 17 de setembre, que va establir que mentre el comte-rei no hagués tornat els 300.000 escuts d'or, els Comtats restarien sota l'autoritat d'un governador general reconegut per tots dos sobirans i ni el rei d'Aragó ni el de França no podrien entrar als Comtats, fent que el país restés neutral.

## Conseqüències
Lluís XI incomplí el tractat i el 1474 ocupà Elna i feu executar el governador Bernat d'Oms i de Santapau al castell de Perpinyà. El 10 de maig del 1475, després de patir vuit mesos de setge, els perpinyanesos acceptaren l'ordre de Joan II de rendir-se als francesos; per haver resistit aquest llarg i penós setge, Joan el Sense Fe concedí a Perpinyà el títol de Fidelíssima Vila. La repressió francesa fou molt dura i hi hagué revoltes contra els ocupants com la del 1477.